# Protesten in Hongkong in 2014
De protesten in Hongkong (Chinees: 香港抗议; pinyin Xiānggǎng Kangyi), of parapluprotesten (Chinees: 雨傘運動; pinyin Yǔsǎn Yundong) - begonnen op 22 september 2014 in Hongkong nadat een door China ingestelde nominatiecommissie de kandidaten voor de verkiezingen van de Chief Executive of Hong Kong in 2017 bekendgemaakt had. De betogers wilden dat China zich niet bemoeit met de kandidatenlijst en eisten politieke hervormingen. De protesten hadden geen effect. In 2019 zijn negen leiders door de rechter veroordeeld voor het veroorzaken van openbare overlast. 

## Achtergrond
In 1997 vond de overname van Hongkong door de Volksrepubliek China van het Verenigd Koninkrijk plaats. Hongkong werd hierbij een Speciale Bestuurlijke Regio, waarin gedurende vijftig jaar niet dezelfde wetten zullen gelden als in het communistische China. Dit wordt het idee van "één land, twee systemen" genoemd. In 2014 werd bekend dat de Chinese regering grote invloed zal uitoefenen op de lokale verkiezingen in 2017. In juli 2014 werden al 500 betogers opgepakt na een demonstratie volgend op de afwijzing door Peking van de uitkomst van een referendum naar meer politieke vrijheid, waarbij de burgers hun eigen leiders mogen kiezen.

## Protesten
De protesten begonnen op 22 september 2014. De demonstranten (met name studenten van de Hong Kong Federation of Students) blokkeerden het bestuurscentrum van de stad (Central) door barricades op te werpen. De eerste demonstratie werd uiteen geslagen door de politie, waarbij traangas en pepperspray werden gebruikt. Er werden 50 arrestaties verricht.
Op 26 september werd gedemonstreerd bij het regeringscentrum van Hongkong. De belangrijkste gebouwen werden bewaakt door gewapende politieagenten. Een groep betogers brak door de politieverdediging heen en bezette het plein voor het regeringsgebouw. Een groep bewoners van de stad stelden zich als verdedigingslinie op tussen de politie en de demonstrerende studenten. Op 28 september startte de beweging Occupy Central with Love and Peace (OCLP) een burgerlijke ongehoorzaamheidscampagne waarbij een sit-in werd georganiseerd op strategische wegen naar het centrum van Hongkong.
Gewelddadig optreden van de politie stimuleerde veel burgers om mee te doen aan de demonstraties. De onderwijsbond sloot zich ook aan bij de protesten en bepaalde financiële instellingen besloten hun medewerkers vrijaf te geven om te kunnen protesteren. Inmiddels waren honderdduizenden demonstranten op de been. Op 1 oktober kondigde het OCLP een ultimatum af waarin stond dat men de tot nog toe vreedzame protesten zou laten escaleren, wanneer de eisen voor politieke hervormingen niet zouden worden ingewilligd. een paar minuten voor de deadline werden de leiders van de demonstraties uitgenodigd voor onderhandelingen. Veel studenten waren niet blij met de bemoeienis van OCLP en besloten hun vreedzame protesten niet voort te zetten.
Het stadsbestuur gaf aan niet van plan te zijn om de protesten te verbieden zolang ze vreedzaam verlopen. Op 5 oktober riepen de autoriteiten op om de protesten te verplaatsen, zodat het normale leven in de stad weer zou kunnen worden opgepakt. Veel demonstranten gaven hieraan gehoor. Veel blokkades in de wijk Mong Kok werden opgeruimd. Een dag later was het aantal betogers aanzienlijk geslonken.
op 19 oktober kwam het in Mong Kok tot een treffen tussen demonstranten en politie waarbij de betogers paraplu's gebruikten als schild tegen de pepperspray. De paraplu's werden een symbool voor de protesten. De demonstranten beschuldigden de autoriteiten ervan bewust confrontaties uit te lokken. Het aantal demonstranten was inmiddels geslonken tot een paar honderd. Eind november werd het kamp van OCLP in Mong Kok door de politie ontruimd. Op 11 december werd het OCPL kamp in de wijk Admiralty opgeruimd en op 15 december verdween op last van de politie het laatste kampje van OCPL bij het winkelcentrum Causeway Bay. Hiermee kwam een einde aan de georganiseerde protesten.
De protesten brachten geen concrete veranderingen teweeg.

## Rechtszaken
In november 2018 startte het proces tegen drie leiders en zes betrokkenen van de protesten. Eerder kregen drie studenten al taakstraffen voor hun rol. De rechters staan onder druk van de centrale overheid om zware straffen uit te delen en daarmee toekomstige protesten af te schrikken.
Op 9 april 2019 zijn negen leiders van de Hongkongse actiegroep Occupy Central veroordeeld voor het veroorzaken van en aanzetten tot ‘openbare overlast’. Critici zien de veroordeling als een aanslag op de politieke vrijheid en meer dan 100 demonstranten stonden voor de rechtbank, zwaaiend met paraplu’s. Volgens de organisatoren was de paraplubeweging een vorm van burgerlijke ongehoorzaamheid, gerechtvaardigd ter bescherming van de democratie. De rechter erkende het concept van burgerlijke ongehoorzaamheid, maar ze werden veroordeeld voor ‘het samenspannen om openbare overlast te veroorzaken’ of een variant daarop, aanklachten die stammen uit het koloniale tijdperk. Daarmee worden ze aangepakt voor de verkeersopstoppingen en blokkades die de protesten veroorzaakten. Mensenrechtenverdedigers noemen de veroordeling politiek gemotiveerd, en een teken van de groeiende inmenging van Peking. Twee weken later volgde de straffen, de twee leiders, Chan Kin-man (60) en Benny Tai (54) kregen de zwaarste straffen, zij moeten 16 maanden naar de gevangenis. Raphael Wong en Shiu Ka-chun kregen acht maanden cel en de overige vijf kregen een taakstraf of een voorwaardelijke straf.